# Ilczino
Ilczino (ros. Ильчино) – wieś (sieło) w Rosji, w Baszkortostanie, w rejonie uczalińskim. W 2010 liczyła 1143 mieszkańców.